# Нетреба Тадей Маркелович
Тадей Маркелович Нетреба (нар. 21 серпня 1893, Владикавказ, Російська імперія — пом. 13 серпня 1959, Ле-Крезо, Франція) — підполковник Армії УНР, священник.

## Життєпис

Українські ветерани Армії УНР, Візен-Шалетт-сюр-Луан, Франція, 1936 рік.
Сидять (зліва направо): 1. Олександр Свенціцький, 2. Петро Пашин, 3. Юрій Бацуца, 4. Олександр Удовиченко, 5. М. Левицький, 6. Павло Бушило, 7. Дем'ян Долотій, 8. Микола Ковальський.
Стоять (зліва направо): 9. Ілько Шаповал, 10. Михайло Левицький, 11. Михайло Пастушенко, 12. Володимир Говорів, 13. Дмитро Бакум, 14. Володимир Григораш, 15. Яків Тимошенко, 16. Тадей Нетреба, 17. Дмитро Климів, 18. Галаган, 19 або 21. Іван Кислиця, 22. Михайло Сачок, 23. Іван Охмак, 24. Єфрем Балинський, 25. Антін Більський

Народився у Владикавказі. Закінчив Єлісаветградське комерційне училище.
24 березня 1914 мобілізований до армії. За бойові заслуги був підвищений до звання прапорщика. Закінчив кулеметні курси при штабі 39-ї піхотної дивізії, командував кулеметною командою. Був 4 рази поранений. Останнє звання у російській армії — штабс-капітан.
З 15 грудня 1917 — в українській армії. У 1918 закінчив Інструкторську школу старшин Армії Української Держави (3-й випуск), служив у 62-му пішому Бахмутському полку 8-го Катеринославського корпусу Армії Української Держави.
29 грудня 1918, перебуваючи на посаді ад'ютанта командувача військ УНР на Катеринославщині, був поранений у бою з загонами Махно під Катеринославом, втратив праве око. Після одужання служив у 1-му Синьому полку Дієвої армії УНР.
У 1920 — командир кінної півсотні штабу 6-ї Січової дивізії Армії УНР.
У 1921 співпрацював з Партизансько-Повстанським штабом Юрія Тютюнника.
У 1920—1923 служив у 6-й Січовій дивізії Армії УНР.
На інтернації перебував у таборі Щипйорно.
Емігрував до Франції, до м. Лур'є, прийняв священицький сан.
Помер у місті Ле-Крезо, де й похований.